# علي غريبي
علي غريبي من أبرز لاعبي القوى التونسين في الألعاب البارالمبية الصيفية.
شارك علي في الألعاب البارالمية الصيفية 2000 بسيدني و فاز بميدالية ذهبية في رياضة المبارزة (Pentathlon).

## مواضيع ذات علاقة
- تونس في الألعاب البارالمبية الصيفية 2000
- تونس في الألعاب البارالمبية